# Cabinet Strauss III
État libre de Bavière
Strauss II Streibl I 
Le troisième cabinet de Franz Josef Strauss était le gouvernement du Land de Bavière du 30 octobre 1986 au 19 octobre 1988, ce qui en fait le seizième gouvernement bavarois d'après-guerre.
Dirigé par le chrétien-social Franz Josef Strauss, il était soutenu par la seule Union chrétienne-sociale en Bavière (CSU).

## Composition
| Portefeuille                                                                                | Titulaire | Titulaire                                                                   | Parti |
| ------------------------------------------------------------------------------------------- | --------- | --------------------------------------------------------------------------- | ----- |
| Ministre-président                                                                          |           | Franz Josef Strauß (décédé le 03/10/1988) Max Streibl (intérim)             | CSU   |
| Vice-ministre-président                                                                     |           | Karl Hillermeier (jusqu'au 14/06/1988) Max Streibl (à partir du 12/07/1988) | CSU   |
| Ministre sans portefeuille Chef de la chancellerie régionale                                |           | Edmund Stoiber                                                              | CSU   |
| Ministre de l'Intérieur                                                                     |           | August Richard Lang                                                         | CSU   |
| Ministre de la Justice                                                                      |           | Mathilde Berghofer-Weichner                                                 | CSU   |
| Ministre des Finances                                                                       |           | Max Streibl                                                                 | CSU   |
| Ministre de l'Économie et des Transports                                                    |           | Anton Jaumann (jusqu'au 14/06/1988) Gerold Tandler                          | CSU   |
| Ministre de l'Alimentation, de l'Agriculture et des Forêts                                  |           | Hans Eisenmann (jusqu'au 31/08/1987) Simon Nüssel (à partir du 30/09/1987)  | CSU   |
| Ministre du Développement régional et des Questions environnementales                       |           | Alfred Dick                                                                 | CSU   |
| Ministre de l'Enseignement et de l'Éducation                                                |           | Hans Zehetmair                                                              | CSU   |
| Ministre de la Science et de la Culture                                                     |           | Wolfgang Wild                                                               | CSU   |
| Ministre du Travail et de l'Ordre social                                                    |           | Karl Hillermeier (jusqu'au 14/06/1988) Gebhard Glück                        | CSU   |
| Ministre des Affaires fédérales Ministre des Affaires fédérales et européennes (08/12/1976) |           | Peter Schmidhuber (jusqu'au 27/09/1987) Georg von Waldenfels                | CSU   |